# D'Angelo
Michael Eugene Archer (født 11. februar 1974 i Richmond), bedre kendt som D'Angelo er en amerikansk soul-sanger.

## Diskografi
- Brown sugar (1995)
- Live at the Jazz Cafe, London (2000)
- Voodoo (2000)
- Black Messiah (2014)